# Panagiótis Tachtsídis
Panagiótis Tachtsídis (en grec moderne : Παναγιώτης Ταχτσίδης), né le 15 février 1991 à Nauplie en Grèce, est un footballeur international grec évoluant au poste de milieu de terrain au CFR Cluj.

## Biographie

### En club

#### Les débuts avec l'AEK Athènes
Panagiótis Tachtsídis, formé à l'AEK Athènes, débute avec l'équipe première le 1er novembre lors du quatrième tour de la coupe de Grèce face au Fostiras FC (victoire 0-2). Il débute en championnat le 27 janvier 2008 face à l'APO Levadiakos (victoire 3-0) en remplaçant Tam Nsaliwa à la 62e minute de jeu. Il devient à cette occasion le plus jeune jouer à avoir évolué en championnat avec l'AEK Athènes, à 16 ans et 348 jours. Le 14 février 2009, il inscrit son premier but chez les professionnels face au Thrasývoulos Fylís (victoire 1-0).

#### Transfert au Genoa CFC et différents prêts
Le 21 avril 2010, il signe au Genoa CFC pour 200 000 euros euros, le transfert prenant effet en fin de saison. Le 8 août 2010 il est prêté dans la foulée à l'AC Cesena. N'ayant pas joué la moindre rencontre de Serie A il est prêté en janvier 2011 à l'US Grosseto lors du dernier jour du mercato hivernal. Il fait sa première apparition sous le maillot toscan le 12 mars 2011 contre le Delfino Pescara 1936 (victoire 3-2) en tant que titulaire et délivre une passe décisive à Luis Alfageme. Il y dispute au total huit rencontres de championnat jusqu'à la fin de saison.
Le 19 juillet 2011, le Hellas Vérone obtient le prêt de Panagiotis Tachtsidis. Il y inscrit son premier but depuis son arrivée en Italie face à l'Ascoli Calcio 1898 le 11 février 2012 (victoire 2-0). Le jeune Grec y devient titulaire en tant que milieu relayeur au sein d'un milieu de terrain à trois et dispute ainsi sa première saison pleine, atteignant les play-offs de Serie B avec son équipe.

#### L'échec à l'AS Rome
Le 20 juillet 2012, il est transféré pour 2,5 millions d'euros à l'AS Rome et y signe un contrat de cinq ans.
Le milieu de terrain y fait sa première apparition en étant titularisé le 2 septembre 2012 lors de la deuxième journée de Serie A face à l'Inter Milan (victoire 1-3).
À la suite du départ de l'entraîneur Zdeněk Zeman, Panagiótis Tachtsídis ne joue plus et est racheté le 20 juin 2013 par le Genoa CFC.

#### Calcio Catane
Le 19 juillet 2013, Panagiótis Tachtsídis est transféré au Calcio Catane.

#### Torino Football Club
Le 8 janvier 2014, Panagiótis Tachtsídis est transféré en prêt au Torino Football Club.

#### Nottingham Forest
Le 5 septembre 2018, à l'issue de son contrat avec l'Olympiakos, il s'engage pour deux saisons avec Nottingham Forest, qui évolue alors en EFL Championship.

### En sélection

#### En équipes de jeunes
Panagiótis Tachtsídis est sélectionné pour la première fois avec l'équipe de Grèce des moins de 19 ans le 20 octobre 2008 afin d'affronter la Bosnie-Herzégovine (défaite 1-2). Le 11 février 2009 il inscrit un doublé face à l'Allemagne (victoire 3-1). Il totalise durant la saison 2008-2009 six sélections et deux buts avec les moins de 19 ans grecs.
La saison suivante, il débute avec l'équipe de Grèce espoirs. Il honore sa première sélection le 12 août 2009 face à la Slovaquie (défaite 1-0). Il apparaît au total dix fois sous le maillot des espoirs grecs de 2009 à 2012.

#### En sélection A
Le 12 novembre 2012, il est appelé pour la première fois en sélection grecque par Fernando Santos en vue du match amical opposant la Grèce à l'Irlande. Panagiótis Tachtsídis est titularisé le 14 novembre 2012 face à l'Irlande (victoire 0-1).

## Style de jeu
Panagiótis Tachtsídis est un milieu de terrain pouvant évoluer en tant que milieu défensif ou relayeur, voire milieu offensif du fait de sa bonne vision de jeu. Très solide et physique du fait de sa grande taille, il est cependant assez lent.

## Statistiques
| Saison                | Club                   | Championnat           | Championnat | Championnat | Coupe(s) nationale(s) | Coupe(s) nationale(s) | Supercoupe | Supercoupe | Compétition(s) continentale(s) | Compétition(s) continentale(s) | Compétition(s) continentale(s) | Grèce | Grèce | Total | Total |
| Saison                | Club                   | Division              | M.          | B.          | M.                    | B.                    | M.         | B.         | Comp.                          | M.                             | B.                             | M.    | B.    | M.    | B.    |
| 2007-2008             | AEK Athènes            | Super League          | 1+1         | 0           | 1                     | 0                     | -          | -          | -                              | -                              | -                              | -     | -     | 3     | 0     |
| 2008-2009             | AEK Athènes            | Super League          | 8+1         | 1+0         | 4                     | 0                     | -          | -          | -                              | -                              | -                              | -     | -     | 13    | 1     |
| 2009-2010             | AEK Athènes            | Super League          | 9           | 1           | 1                     | 0                     | -          | -          | C3                             | 2                              | 0                              | -     | -     | 12    | 1     |
| Sous-total            | Sous-total             | Sous-total            | 20          | 2           | 6                     | 0                     | -          | -          | -                              | 2                              | 0                              | -     | -     | 28    | 2     |
| 2010-2011             | AC Cesena (prêt)       | Serie A               | -           | -           | -                     | -                     | -          | -          | -                              | -                              | -                              | -     | -     | 0     | 0     |
| 2010-2011             | US Grosseto (prêt)     | Serie B               | 8           | 0           | -                     | -                     | -          | -          | -                              | -                              | -                              | -     | -     | 8     | 0     |
| 2011-2012             | Hellas Vérone (prêt)   | Serie B               | 37+2        | 2+1         | -                     | -                     | -          | -          | -                              | -                              | -                              | -     | -     | 39    | 3     |
| 2012-2013             | AS Rome                | Serie A               | 21          | 1           | 2                     | 0                     | -          | -          | -                              | -                              | -                              | 2     | 0     | 25    | 1     |
| 2013-2014             | Calcio Catane          | Serie A               | 12          | 0           | -                     | -                     | -          | -          | -                              | -                              | -                              | 2     | 0     | 14    | 0     |
| 2013-2014             | Torino FC (prêt)       | Serie A               | 11          | 1           | -                     | -                     | -          | -          | -                              | -                              | -                              | 2     | 0     | 13    | 1     |
| 2014-2015             | Hellas Vérone (prêt)   | Serie A               | 34          | 3           | 1                     | 0                     | -          | -          | -                              | -                              | -                              | 4     | 0     | 39    | 3     |
| 2015-2016             | Genoa CFC              | Serie A               | 24          | 2           | 1                     | 0                     | -          | -          | -                              | -                              | -                              | 7     | 1     | 32    | 3     |
| 2016-2017             | Cagliari Calcio (prêt) | Serie A               | 26          | 0           | -                     | -                     | -          | -          | -                              | -                              | -                              | 3     | 0     | 29    | 0     |
| 2017-2018             | Olympiakos             | Super League          | 17          | 0           | 5                     | 1                     | -          | -          | C1                             | 3                              | 0                              | 5     | 0     | 30    | 1     |
| 2018-2019             | US Lecce (prêt)        | Serie B               | 17          | 0           | -                     | -                     | -          | -          | -                              | -                              | -                              | -     | -     | 17    | 0     |
| 2019-2020             | US Lecce (prêt)        | Serie A               | 17          | 0           | 1                     | 0                     | -          | -          | -                              | -                              | -                              | -     | -     | 18    | 0     |
| Sous-total            | Sous-total             | Sous-total            | 225         | 9           | 10                    | 1                     | -          | -          | -                              | 3                              | 0                              | 25    | 1     | 263   | 11    |
| Total sur la carrière | Total sur la carrière  | Total sur la carrière | 246         | 12          | 16                    | 1                     | -          | -          | -                              | 5                              | 0                              | 25    | 1     | 292   | 14    |